# Down III: Over The Under
Down III: Over The Under es el tercer álbum de Down lanzado cinco años después de su anterior álbum, Down II: A Bustle in Your Hedgerow. Fue lanzado internacionalmente el 24 de septiembre de 2007, y en los Estados Unidos el 25 de septiembre de 2007.

## Lista de canciones
| N.º | Título                                                | Escritor(es)                      | Duración |  |
| 1.  | «Three Suns and One Star»                             | Phil Anselmo, Kirk Windstein      | 5:41     |  |
| 2.  | «The Path»                                            | Anselmo, Rex Brown                | 4:09     |  |
| 3.  | «N.O.D.»                                              | Anselmo, Pepper Keenan, Windstein | 4:00     |  |
| 4.  | «I Scream»                                            | Anselmo, Keenan                   | 3:48     |  |
| 5.  | «On March the Saints»                                 | Anselmo, Keenan, Windstein        | 4:10     |  |
| 6.  | «Never Try»                                           | Anselmo, Keenan, Brown            | 4:55     |  |
| 7.  | «Mourn»                                               | Anselmo, Keenan                   | 4:44     |  |
| 8.  | «Beneath the Tides»                                   | Anselmo, Keenan                   | 5:32     |  |
| 9.  | «His Majesty the Desert»                              | Anselmo, Keenan                   | 2:25     |  |
| 10. | «Pillamyd»                                            | Anselmo, Keenan                   | 5:15     |  |
| 11. | «In the Thrall of It All»                             | Anselmo                           | 6:20     |  |
| 12. | «Nothing in Return (Walk Away)»                       | Anselmo, Keenan                   | 8:55     |  |
| 13. | «Invest in Fear*» (Europe / Japan hidden bonus track) |                                   | 5:20     |  |

## Créditos
- Phil Anselmo - Voz
- Kirk Windstein - Guitarra
- Pepper Keenan - Guitarra
- Rex Brown - Bajo
- Jimmy Bower - batería

- Datos: Q909460